# Schießplatz Wahn
Der Schießplatz Wahn lag in der Wahner Heide zwischen den Städten Köln, Rösrath, Troisdorf und Lohmar, etwa südlich vom heutigen Flughafen Köln/Bonn.

## Entstehung

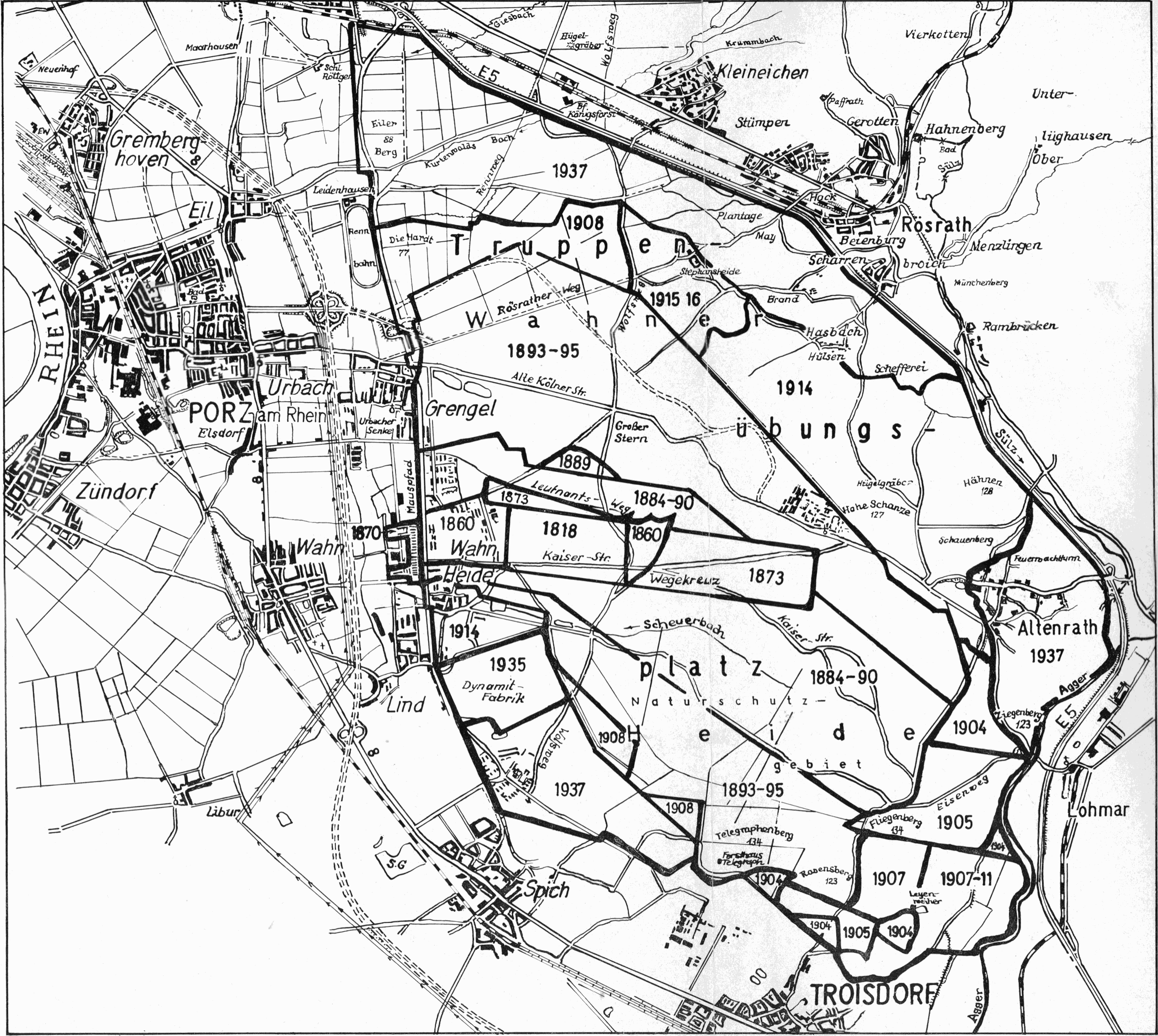
Entwicklung des Truppenübungsplatzes Wahn 1818–1945

Die preußische Militärverwaltung kaufte ab 1817 Teile der Wahner Heide für die Einrichtung eines Fußartillerie-Schießplatzes für die in Köln stationierte VII. königlich-preußische Artillerie-Brigade. 1818 begann die Ausbildung von Landwehr aus dem Raum Köln mit den sogenannten „Sonntagsübungen“. Ab 1833 fanden Schießübungen von Feld- und Festungsartillerie sowie reitender Brigaden in der Wahner Heide statt. Eine optische Telegrafenlinie zwischen Berlin und Koblenz wurde eingerichtet.
Wegen anhaltender Proteste gegen den Schießbetrieb gab es Überlegungen, die Heide als Truppenübungsplatz aufzugeben, doch 1856 entschied man sich endgültig für den Erhalt des Standortes Wahn. Der Schießplatz wurde im Laufe der Zeit durch Zukauf, zum Teil auch durch Enteignung der jeweiligen Grundeigentümer, erheblich erweitert.
Ab 1861 errichtete man massive Bauten. Das Felddepot wurde 1870 angelegt. Im gleichen Jahr während des Deutsch-Französischen Krieges wurde westlich des Mauspfades ein Barackenlager zur Unterbringung französischer Kriegsgefangener errichtet.
Ab 1877 wurde auf dem Artillerieschießplatz ein ausgedehntes Feldbahn-Streckennetz angelegt. Altenrath erhielt einen Militärbahnhof. Bereits 1916 betrug die Streckenlänge 24 Kilometer und acht Loks, sogenannte Illinge (halbe Zwillinge), waren im Einsatz. Die Soldaten nannten die Bahn, die auch bewegliche Artillerieziele schleppte, den Feurigen Elias.

## Entwicklung bis 1918
1909 wurde Oberst z.D. Waldemar Christ Kommandant des Fußartillerie-Schießplatzes Wahn. Ab 1913 wurden auf dem Butzweilerhof ausgebildete Luftbeobachter auch zu Übungszwecken beim Artillerieschießen eingesetzt. Flugzeuge konnten den Schießplatz zur Wartung und Betankung nutzen. Dieser Flugbetrieb hieß „Artilleriefliegerstation Wahn“. 1917 errichtete man eine Luftschiffhalle in Spich. Außerdem gab es mehrere Ballonhallen und einen Feldflugplatz. Zum Standort gehörte nun auch ein Pionierlager. Etwa 10.000 Kriegsgefangene waren während des Ersten Weltkrieges bis 1917 im Nordlager untergebracht, anschließend verlegte man Kriegsgefangenenlager und Pioniereinheiten in andere Standorte. Der Übungsplatz wurde intensiv zu Übungen der Artillerie, für Versuche mit Kampfgasen sowie für Übungen der Flugabwehr gegen Luftschiffe und Kampfflugzeuge genutzt.
Infolge einer Meuterei auf den Schiffen der Kaiserlichen Marine im Sommer 1917 wurden Todesurteile gegen die Rädelsführer Max Reichpietsch und Albin Köbis am 5. September 1917 auf dem Schießplatz Wahn vollstreckt.

## Entwicklung bis 1945
Nach dem Ende des Ersten Weltkrieges wurde der Schießplatz von kanadischen Truppen besetzt, ab Januar 1919 von Briten und 1920 von Franzosen. Nach Abzug der Besatzungstruppen wurde die Wahner Heide wieder landwirtschaftlich genutzt. Auf dem Schießplatz wohnten ehemalige Arbeiter der stillgelegten Munitionsfabrik sowie ehemalige Angestellte des Schießplatzes. Ab 1926 begannen Planungen für die Errichtung eines Zivilflugplatzes. 1932 wurde in der Wahner Heide ein Naturschutzgebiet eingerichtet.
Ab 1933 erfolgte erneut eine Nutzung des Schießplatzes durch die kasernierte Landespolizei und 1936 übernahm die Wehrmacht die Liegenschaft. Sie wurde von 2035 Hektar auf 5200 ha erweitert. Ab 17. März 1936 errichtete die Luftwaffe einen Fliegerhorst mit der Bezeichnung E13/VI im Luftgau VI (Münster). Er unterstand dem Fliegerhorst Köln-Ostheim unter dem Kommando des Generals der Flieger Hugo Schmidt. Mit Beginn des Zweiten Weltkrieges flogen vom Feldflugplatz Wahn verschiedene Luftwaffeneinheiten Einsätze gegen Frankreich und England. Im Mai 1939 wurden Teile der 79. Infanterie-Division und am 12. November 1940 die 106. Infanterie-Division auf dem Truppenübungsplatz Wahn aufgestellt. 1940 errichtet man für polnische und französische Kriegsgefangene das Lager „Hoffnungsthal“, später kamen sowjetische Internierte dazu.
Die Ausdehnung des Truppenübungsplatzes erreichte bis zum Ende des Zweiten Weltkrieges 52 Quadratkilometer. Das Verkehrsnetz umfasste 60 Kilometer befestigte Straßen, 160 Kilometer unbefestigte Wege, ein 16 Kilometer langes Feldbahnnetz sowie 20 Kilometer bewegliche Gleise.
Kommandanten des Übungsplatzes waren Generalmajor Fritz Salitter (1933–1940) und Oberst Max Ber (1940–1944).

## Entwicklung ab 1945
Am 11. April 1945 besetzte die US-Armee den Truppenübungsplatz und errichtete ein Durchgangslager für etwa 15.000 ehemalige osteuropäische Zwangsarbeiter. Die britische RAF übernahm im Juni 1945 den Schießplatz, der bis 1957 ihre Haupteinsatzbasis in Deutschland war. Der Militärflugplatz wurde weiter ausgebaut und erhielt eine 1.830 Meter lange und 50 Meter breite Betonstartbahn. Ein Flugleitturm, eine Wetterwarte, mehrere Hallen, Nacht- und Hindernisbefeuerung sowie Funkanlagen kamen hinzu – daraus entwickelte sich später der Köln-Bonner Flughafen. Am 18. Juli 1957 wurde die Liegenschaft der Bundeswehr übergeben.
Bis zum Jahre 2005 nutzten die belgischen Streitkräfte den Standort Wahner Heide. Die Bundeswehr nutzt ebenfalls den Standort für Übungen. Außerdem ist die Flugbereitschaft des Bundesministeriums der Verteidigung hier stationiert.
Abgesehen von den Belastungen durch Truppenübungsplatz und Flughafenbetrieb gilt die Wahner Heide heute als bedeutendes Naturschutzgebiet.

## Aufgestellte Verbände
Der Truppenübungsplatz wurde während des Zweiten Weltkriegs wiederkehrend für die Aufstellung von Verbänden verwendet.
Nicht abschließende eine Auflistung:
- 64. Infanterie-Division